# Будуська мова
Будуська мова (самоназва — будад мез) — мова будухів, що проживають в декількох селах Губинського (Будуг, Далі Гайа, Гюней Будуг, Баабанли) та Хачмазького (Єргюч, Сухтакала) районів Азербайджану.
Генетично мова є близькою до кризької, з якою творить окрему підгрупу — південну в складі лезгинської групи нахсько-дагестанських мов.
Число носіїв мови — 5 тис. осіб. Найбільш спорідненою є кризька мова. Діалектів не має. Мова є безписемною.
Налічують 9 голосних і 34 приголосних звуки. Іменник має 4 класи, 6 основних і 6 місцевих відмінків. Розрізнюють вираження відчуження і невідчуження приналежності.
Класи іменника:
1. істоти чоловічого роду: шід —брат, діхІ —син, ада —батько, Іайел —хлопчик.
2. істоти жіночого роду: діде —мама, хьедж —жінка, ріж —дівчинка.
3. звірі та предмети: кІкІис —курка, цІаьІ —коза, зар —корова, місмар —цвях, кул —хата, газут —газета, хІор —пес, кофе —кава, кІил —голова, сор —ведмідь.
4. абстрактні явища, предмети: хад —вода, маІна —відношення, дард —проблема.